# Parlamentswahl in der Republik Zypern 1996
- DISY: 20
- AKEL: 19
- DIKO: 10
- EDEK: 5
- EDI: 2

Die Parlamentswahl in der Republik Zypern 1996 zum Repräsentantenhaus fand am 26. Mai 1996 statt.

## Sitzverteilung
Im Folgenden die Änderung der Sitzverteilung aufgrund der Wahl 1996:
| Abkürzung | Griechischer Name                  | Deutscher Name                            | Ausrichtung                         | Sitze 1991 | Sitze 1996 |
| --------- | ---------------------------------- | ----------------------------------------- | ----------------------------------- | ---------- | ---------- |
| DISY      | Dimokratikos Synagermos            | Demokratische Sammlung                    | konservativ, christdemokratisch     | 20         | 20         |
| AKEL      | Anorthotiko Komma Ergazomenou Laou | Fortschrittspartei des werktätigen Volkes | kommunistisch                       | 18         | 19         |
| DIKO      | Dimokratiko Komma                  | Demokratische Partei                      | liberal, nationalistisch            | 11         | 10         |
| EDEK      | Kinima Sosialdimokraton            | Bewegung der Sozialdemokraten             | sozialdemokratisch, nationalistisch | 07         | 05         |
| EDI       | Enomeni Dimokrates                 | Vereinigte Demokraten                     | liberal                             | –          | 02         |

## Gesamtergebnis
| Partei                 | Partei                                                                                        | Stimmen | %      | ±     | Sitze | ±   |
|                        | Dimokratikos Synagermos (Demokratische Sammlung)                                              | 127.380 | 34,47  | −1,34 | 20    | ±0  |
|                        | Anorthotiko Komma Ergazomenou Laou (Fortschrittspartei des werktätigen Volkes)                | 121.958 | 33,00  | +2,37 | 19    | +1  |
|                        | Dimokratiko Komma (Demokratische Partei)                                                      | 60.726  | 16,43  | −3,12 | 10    | −1  |
|                        | Kinima Sosialdimokraton (Sozialdemokratische Bewegung)                                        | 30.033  | 8,13   | −2,76 | 5     | −2  |
|                        | Enomeni Dimokrates (Vereinigte Demokraten)                                                    | 13.623  | 3,69   | neu   | 2     | neu |
|                        | Nei Orizontes (Neue Horizonte)                                                                | 6.317   | 1,71   | neu   | 0     | neu |
|                        | Ananeotiko Dimokratiko Sozialistiko Kinima (Erneuernde demokratische sozialistische Bewegung) | 5.311   | 1,44   | −0,96 | 0     | ±0  |
|                        | Kinima Oikologon Perivallontiston (Ökologie und Umwelt Bewegung)                              | 3.710   | 1,00   | neu   | 0     | neu |
|                        | Unabhängige                                                                                   | 463     | 0,13   | −0,03 | 0     | ±0  |
| Gültige Stimmen        | Gültige Stimmen                                                                               | 369.521 | 100,00 | –     | 56    | 0   |
| Ungültige Stimmen      | Ungültige Stimmen                                                                             | 11.530  | 3,03   | –     | –     | –   |
| Abgestimmt/Beteiligung | Abgestimmt/Beteiligung                                                                        | 381.051 | 92,94  | –     | –     | –   |
| Nichtteilnahme an Wahl | Nichtteilnahme an Wahl                                                                        | 28.945  | 7,06   | –     | –     | –   |
| Registrierte Wähler    | Registrierte Wähler                                                                           | 409.996 | –      | –     | –     | –   |